# Isaschar Falkensohn Behr
Isaschar (Zacharias) Falkensohn Behr, russ.: Айсар Фалькенсон Бер (* 1746 in Salantai, Žemaitėjė, Litauen; † 1817 in Kamjanez-Podilskyj, Ukraine; ab 1781 auch Gabriel Grigorjewitsch) war ein deutsch-jüdischer Militärarzt und Lyriker. Er gilt als der erste deutschsprachige jüdische Dichter und sprach außer Hebräisch und Deutsch auch Französisch, Russisch und Latein.

## Leben
Behr, ein „typischer ostjüdischer Aufsteiger der Aufklärungszeit“, ist entweder in Zamość (Polen) oder in Salantai (poln.: Sałanty) im heutigen Litauen geboren. Jedenfalls kam er aus armseligen Verhältnissen, wuchs in Salantin auf, machte eine Lehre als Kaufmann und versuchte sich zunächst – bereits verheiratet – wie die meisten seiner jüdischen Landsleute im Handel. Zu dieser Zeit lebte er wohl schon in Hasenpoth (Kurland). Nach einem ersten Studienaufenthalt ab 1768 in Königsberg (Preußen) kam er 1770 zur Fortsetzung seines Medizinstudiums nach Berlin, wo er vom Philosophen und jüdischen Aufklärers Moses Mendelssohn gefördert wurde und in dessen Freundeskreis verkehrte. Dann studierte er Arzneiwissenschaft in Leipzig und wurde am 4. Dezember 1772 in Halle (Saale) mit der Dissertation Animadversiones quaedam ad illustrandam phenitidis causam in Halle (Saale) promoviert (Urkunde vom 15. Dezember 1772). Anschließend arbeitete er von 1773 bis 1775 als Arzt in Hasenpoth, ab 1775 für einige Zeit in Mogiljow (Belarus) und später in Sankt Petersburg, wo er 1781 ein weiteres medizinisches Examen ablegte, um dort praktizieren zu dürfen. Ebenfalls 1781 brach er mit dem Judentum und trat unter dem Namen Gabriel Grigorjewitsch zum russisch-orthodoxen Glauben über, was ihm zugleich die ärztliche Gesamtzulassung in Russland einbrachte. Anschließend praktizierte er in Kamjanez-Podilskyj als Quarantänearzt. Im Jahr 1795 wurde Behr zum Hofrat ernannt. Erst 1817 – und nicht schon 1781 – starb er in Kamjanez-Podilskyj.
Seine Werke schrieb er in deutscher Sprache, die er in Königsberg erlernt hatte. Später lernte er noch Französisch. Seine Gedichte von einem polnischen Juden veröffentlichte er 1772 zunächst anonym in Mitau und Leipzig. Sie wurden vom jungen Johann Wolfgang von Goethe am 1. September 1772 im Frankfurter Gelehrtenanzeiger rezensiert, d. h. verrissen: „verhasste Mittelmässigkeit“. Behr widmete dieses Werk Friedrich Ewald von Fircks, dem kurländischen Landrat des Landkreises Pilten, der ihn mit anderen Freimaurern gefördert hatte.
Friedrich von Matthisson nahm in seinem 1805 in Zürich veröffentlichten 9. Band seiner lyrischen Anthologien mehrere Gedichte Behrs auf. Behr hatte „tändelnde Liebesgedichte im galanten Stil des Rokoko und graziöse Rokokolyrik nach Vorbild Wielands“ verfasst.